# David Stirling (Polospieler)
David Stirling Jr. (* 1. April 1981 in Young, Departamento Río Negro) ist ein uruguayischer Polospieler mit einem Handicap von +10, der in Argentinien für das La Dolfina Polo Team spielt. Auf der Weltrangliste belegt er den sechsten Platz. und gilt als einer der weltbesten Polospieler. Sein Spitzname ist Pelón. Er ist verheiratet mit Maria Jose.
David Stirling jr. ist der Sohn des Polospielers David Stirling Diaz, der für den erfolgreichen Río Negro Polo Club spielte und mit diesem  uruguayischer Meister wurde. In Young trägt eine Stiftung seinen Namen, die David Stirling Association Foundation (ADAS).